# Amélie Beaury-Saurel
Amélie Beaury-Saurel, född 18 december 1849 i Barcelona, död 30 maj 1924 i Paris, var en fransk konstnär.
Amélie Beaury-Saurel var elev till  Jules Lefebvre, Tony Robert-Fleury, och Jean-Paul Laurens och studerade vid Académie Julian. Hon blev en populär porträttmålare mycket tack vare Léon Bonnat. 
Marie Bashkirtseff däremot talade med misstro om "den spanska kvinnan" ("l'espagnole"). Beaury-Saurel debuterade vid Parissalongen 1874 och ansågs vara en av de viktigaste konstnärerna vid utställningen året 1880 och vann också höga priser därifrån.
Hon gifte sig 1895 med Rodolphe Julian.

## Galleri

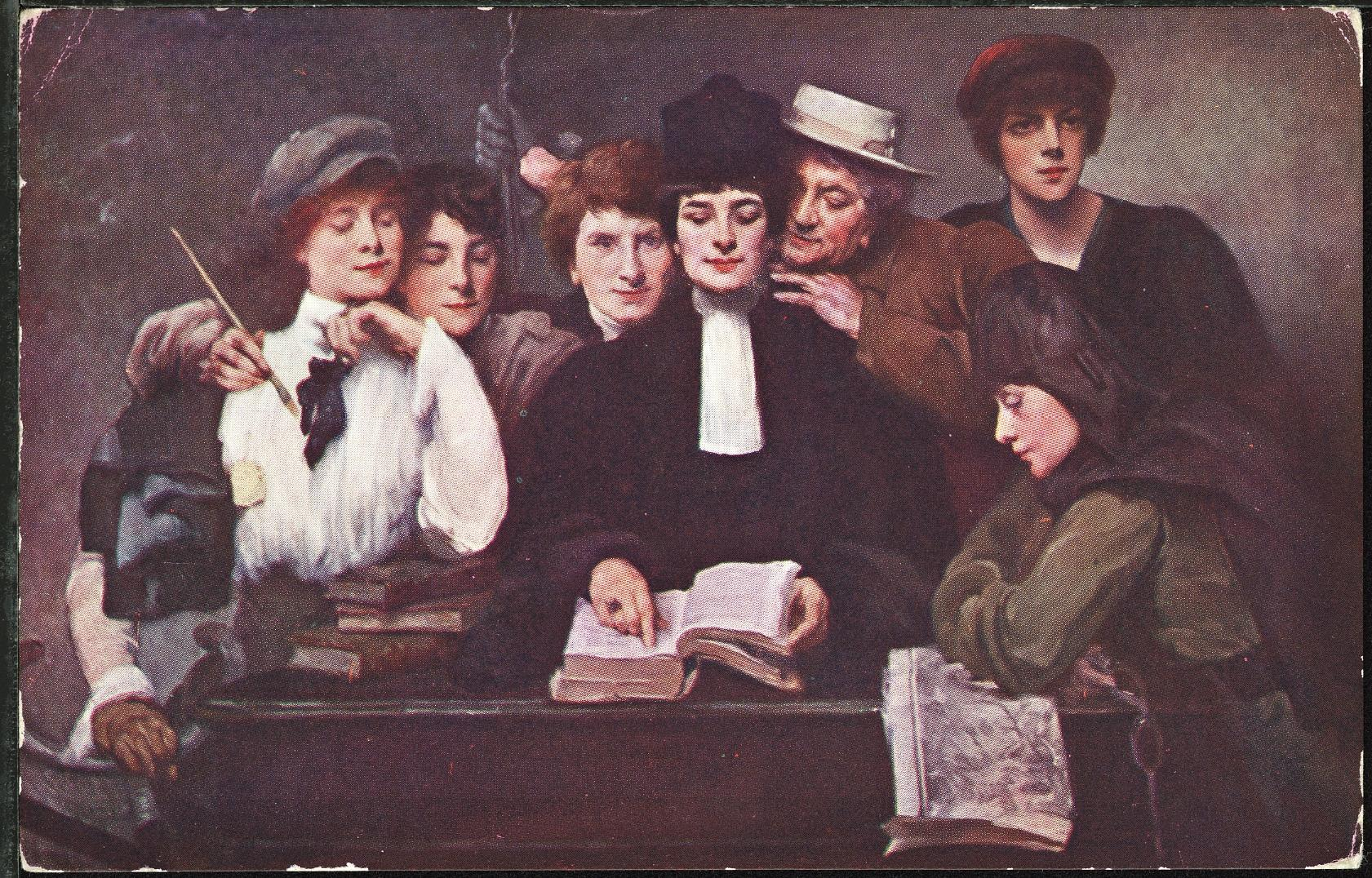
Reproduktion av en målning av Beaury-Saurel utställd på Parissalongen 1914.
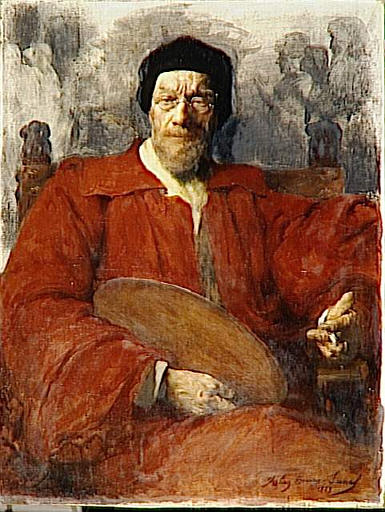
Jean Paul Laurens 1919
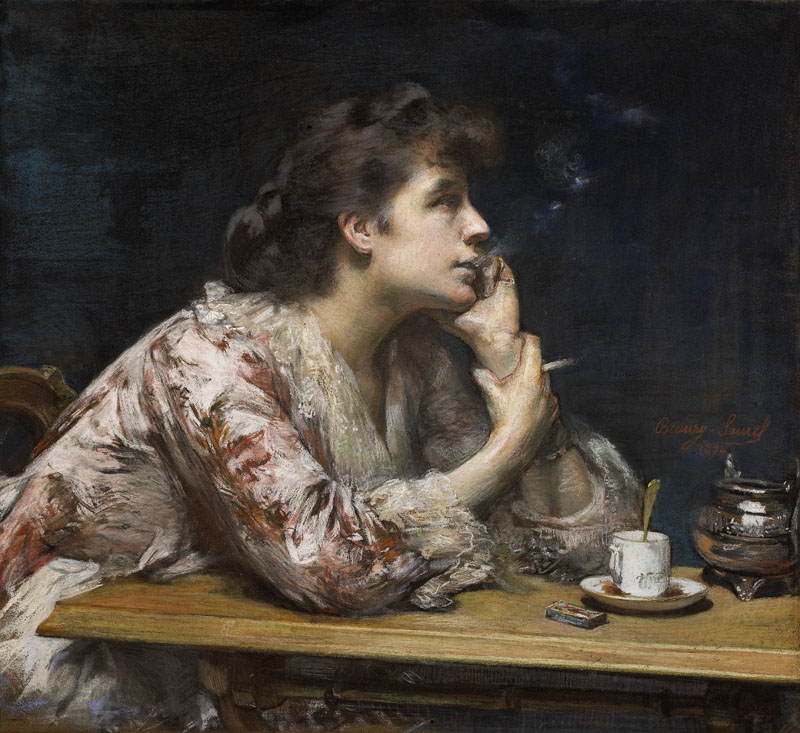
Dans le bleu, 1894
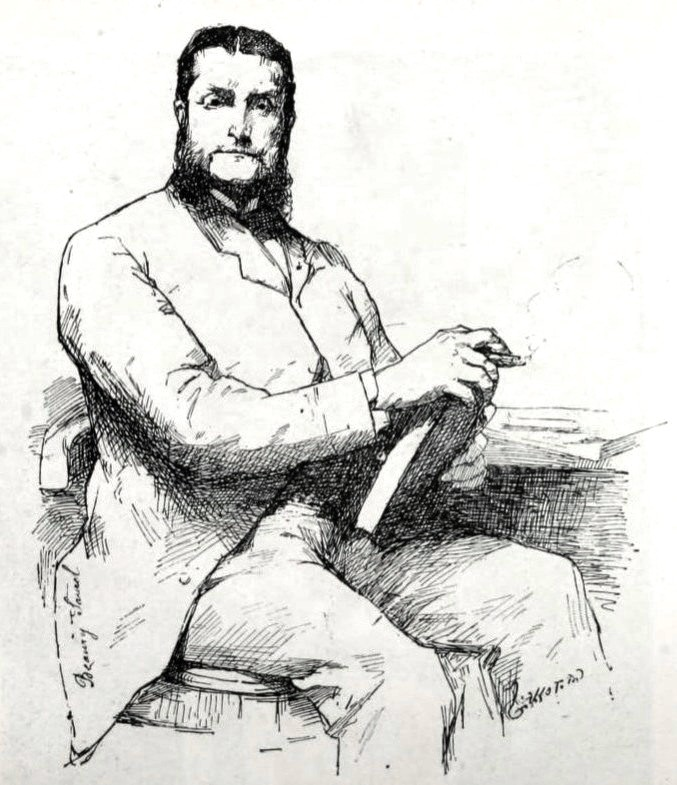
M Felix Voisin, 1898
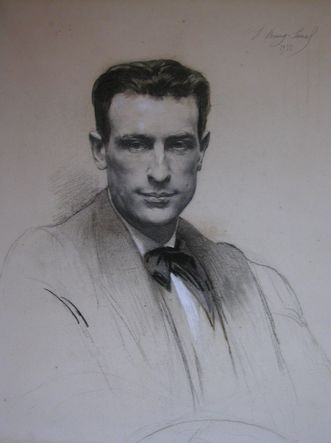
Gilbert Dupuis
Séverine, 1893
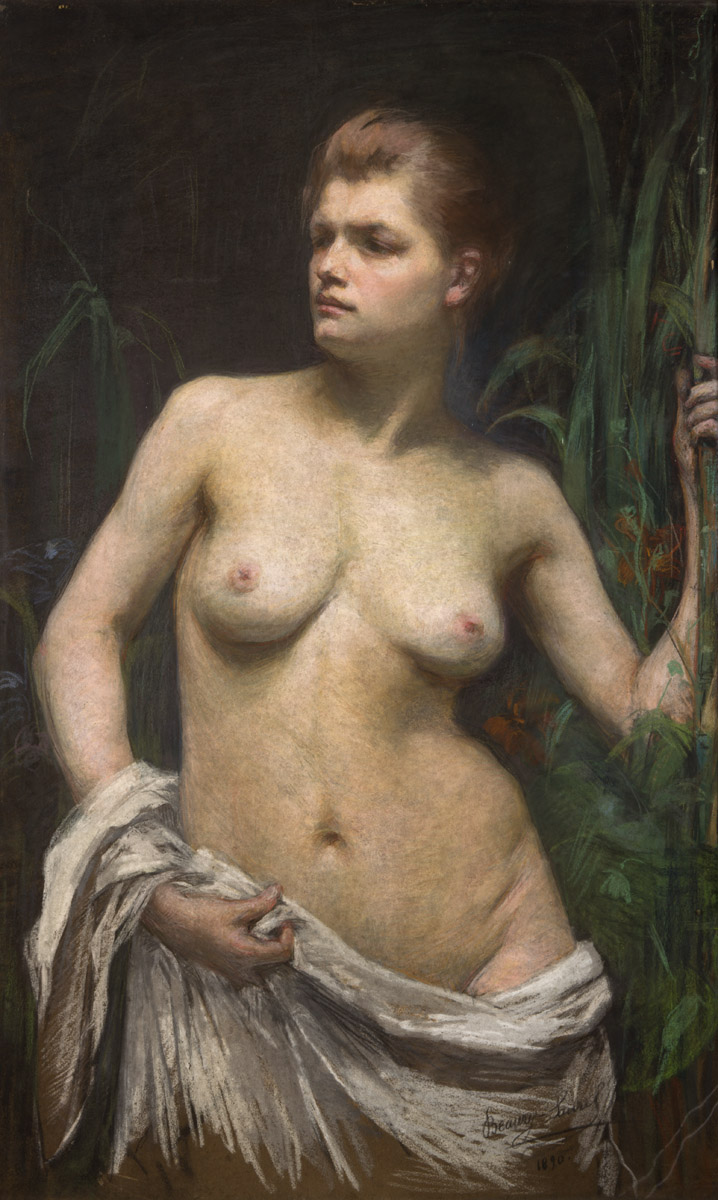
Académie, 1890